# Kim Myong-chol (Eishockeyspieler)
Kim Myong-chol (* 2. Februar 1988) ist ein ehemaliger nordkoreanischer Eishockeyspieler.

## Karriere
Kim Myong-chol trat für die nordkoreanische Nationalmannschaft erstmals bei der Weltmeisterschaft 2009 in der Division II an, als die Mannschaft ohne Punktgewinn den Abstieg hinnehmen musste. Im Folgejahr spielte er in der Division III und stieg mit dem Team umgehend wieder auf. Da die Nordkoreaner an der Weltmeisterschaft im Folgejahr aus finanziellen Gründen nicht teilnahmen, spielte er auch 2012, 2013 und 2014 in der untersten Spielklasse. Bei allen drei Turnieren verpassten die Nordkoreaner als Zweiter (2012 hinter der Türkei, 2013 hinter Südafrika und 2014 hinter Bulgarien) nur jeweils um einen Platz den Aufstieg in die Division II. Auch 2015 spielte er mit den Ostasiaten wieder in der untersten Spielklasse der Weltmeisterschaften. Diesmal gelang durch einen 4:3-Erfolg nach Verlängerung im entscheidenden Spiel gegen Gastgeber Türkei die Rückkehr in die Division II. Dort spielte er dann bei den Weltmeisterschaften 2016, 2017 und 2018. Anschließend beendete er seine Karriere.
Auf Vereinsebene spielt Kim für Pyongchol in der nordkoreanischen Eishockeyliga und wurde mit dem Klub 2010, 2011 und 2014 nordkoreanischer Meister.

## Erfolge und Auszeichnungen
- 2010 Nordkoreanischer Meister mit Pyongchol
- 2010 Aufstieg in die Division II bei der Weltmeisterschaft der Division III, Gruppe B
- 2011 Nordkoreanischer Meister mit Pyongchol
- 2014 Nordkoreanischer Meister mit Pyongchol
- 2015 Aufstieg in die Division II, Gruppe B, bei der Weltmeisterschaft der Division III